# ツルレイシ

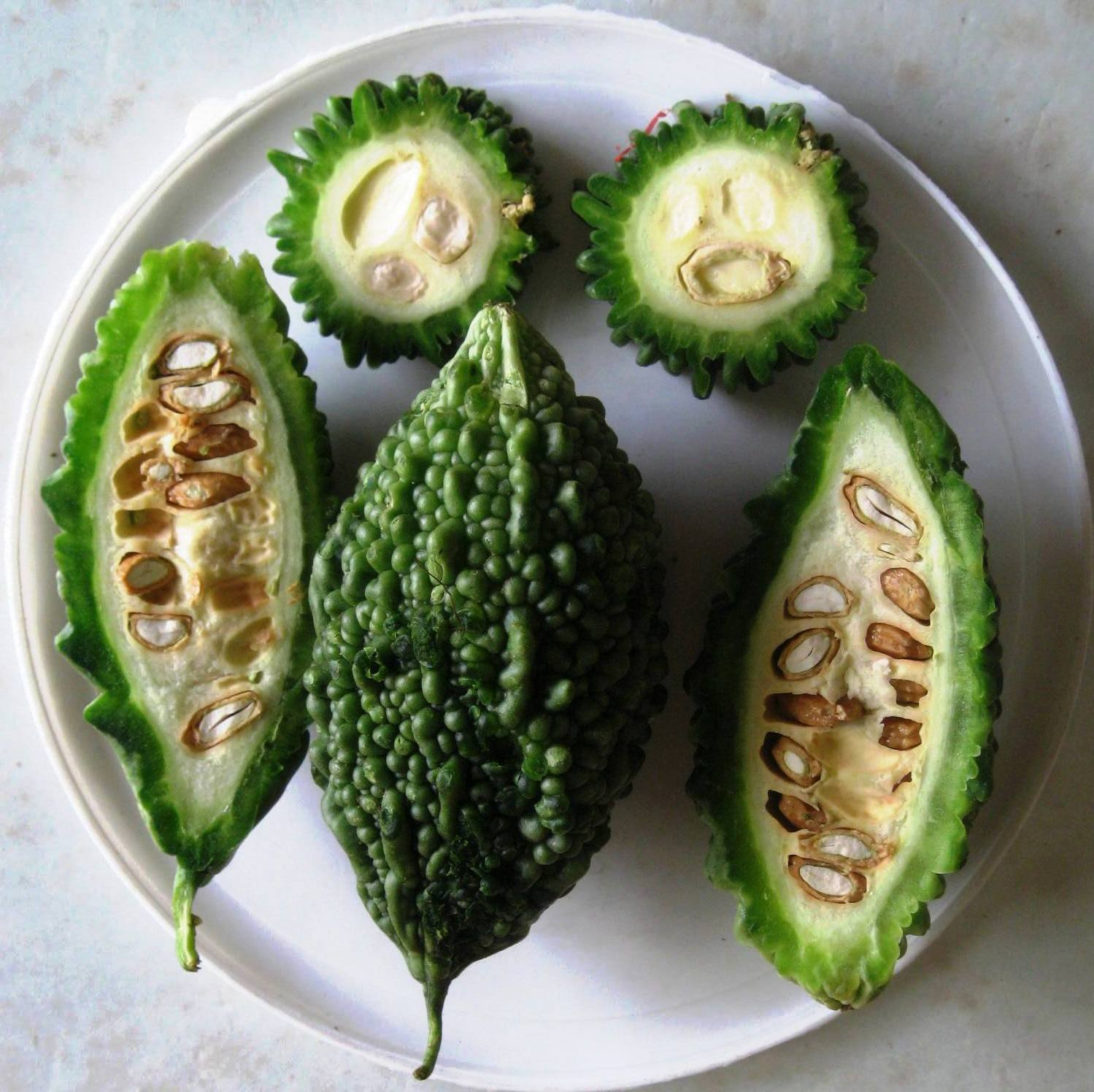
縦割りと横割りの断面を全形のまわりに並べたもの

ツルレイシ（蔓茘枝、蔓荔枝、学名: Momordica charantia var. pavel）は、ウリ科の植物の一種、およびその果実である。原産地は熱帯アジア。おもに未熟な緑色の果実を野菜として利用する。一般的には、ニガウリ（苦瓜） もしくはゴーヤーと呼ばれる。

## 名称
標準和名の「ツルレイシ」は、イボに覆われた果実の外観と、完熟すると仮種皮が甘くなるという2つの形質が、ムクロジ科の果樹であるレイシ（ライチ）に似ていることに由来する。つまり、蔓性の植物体に実るレイシの意味である。果肉が苦いため「ニガウリ」とも呼ぶ。農学・園芸学では「ツルレイシ」を用いることが多い が、生物学では近年「ニガウリ」を用いることが多い。
九州・南西諸島各地に地方名がある。沖縄県では沖縄本島（首里・那覇方言や今帰仁方言など）で「ゴーヤー」、宮古列島（宮古方言）で「ゴーラ」、八重山列島（八重山方言）で「ゴーヤ」と呼ぶ。「ゴーヤー」は沖縄の方言で「苦いウリ」を意味する。九州では「ニガゴリ」又は「ニガゴーリ」と呼ぶ地域もある。鹿児島県奄美大島では「ニギャグリ」 や「トーグリ」、鹿児島県本土、宮崎県南部や長崎県諫早地方 では「ニガゴイ」と呼ばれ、諫早地方では「ニガウイ」の名称も併用される。
以上のように多くの名称が用いられているが、全て同じ種類の植物である。ただし、幾つかの栽培品種が存在しており、栽培されてきた地域での呼称に倣い、九州地域で栽培されてきた細長く苦味が強い品種を「ニガゴイ」ないし「ニガゴリ」、沖縄地域で栽培されてきた太く苦味が穏やかなものを「ゴーヤー」と呼び分ける場合もある。
なお、呼び名が似ているツノニガウリ（キワノ）はウリ科のツルレイシ属ではなくキュウリ属に分類される別の植物である。

### 沖縄方言の普及
沖縄料理ブームの影響もあり、日本では全国的にも「ゴーヤー」または「ゴーヤ」を使用することが多くなっている。なお、沖縄県内では「ゴーヤー」のほうが一般的だが、その他の都道府県では「ゴーヤ」のほうが一般的という違いがある。2001年に放送された沖縄県の小浜島と沖縄本島などを舞台にしたNHK連続テレビ小説『ちゅらさん』 で擬人化したマスコット「ゴーヤーマン」が登場して、ゴーヤーの名が広まった。また、「沖縄料理の中でも特に人気のある料理であるゴーヤーチャンプルーの材料として、ゴーヤーの名称が知られるようになった」と言われている。

## 特徴

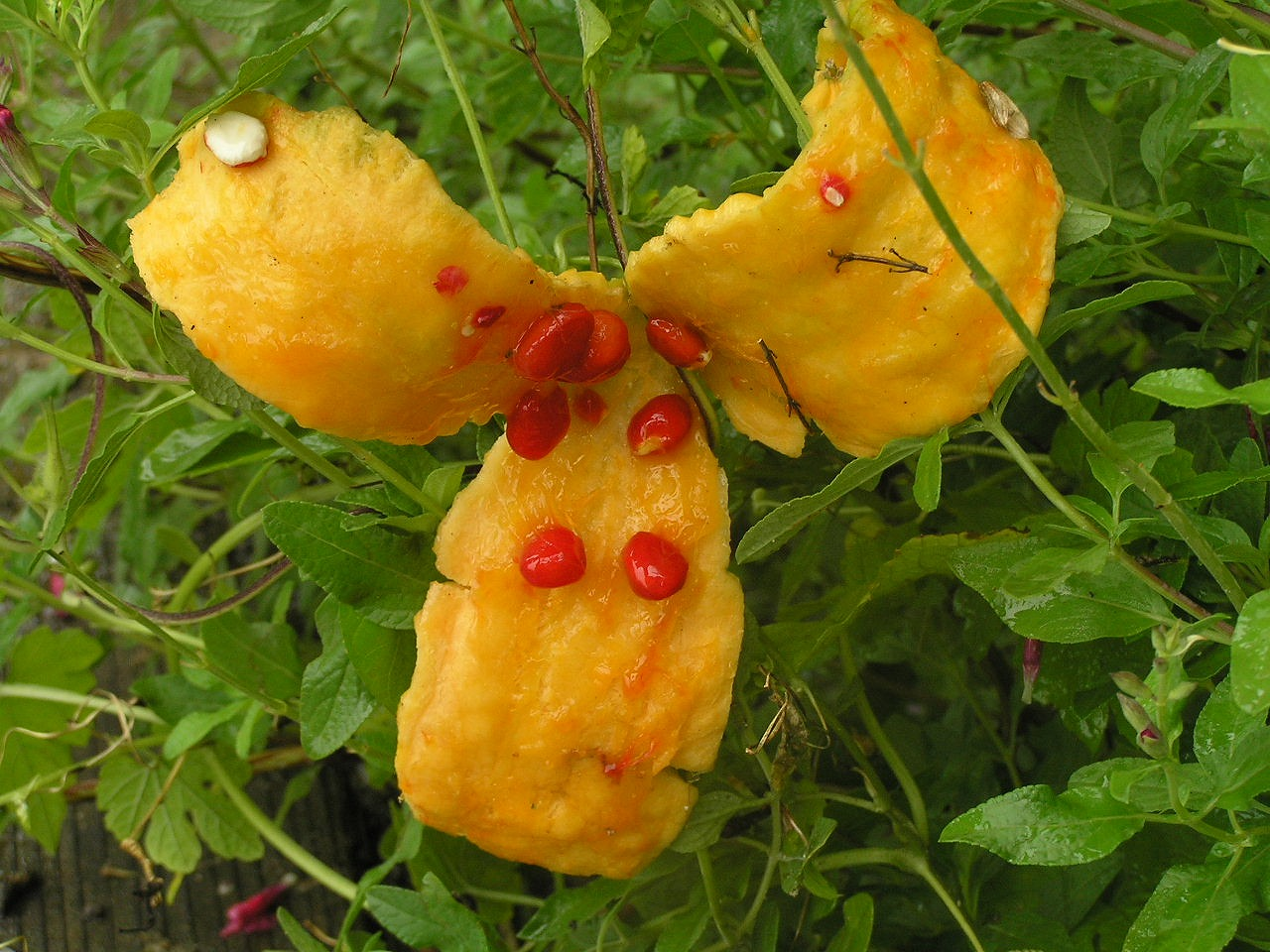
熟した果実が裂開したところ(発芽可能なまでに熟した種子が見える)

つる性の一年生草本。成長すると長さ4メートルから5メートルになる。果実は細長い紡錘形で長さ20センチメートルから50センチメートル、果肉を構成する果皮は多数の細かいイボに覆われ、両端は尖り、未成熟な状態では緑、熟すと黄変軟化して裂開する（収穫しても、常温で放置しておいても同じ状態となる）。完熟した種子の表面を覆う仮種皮は赤いゼリー状となり甘味を呈する。果実が黄変軟化しても腐敗しているわけではなく、甘みが出て、生でも食すこともできるが、シャキシャキと歯ごたえのある食感は失われる。元来の野生状態では、この黄色い果皮と赤くて甘い仮種皮によって、果実食の鳥を誘引して種を食べさせ、さらに糞便によって種子散布が行われる。赤いゼリー状の仮種皮に覆われた亀の様な形をした種子は発芽するが、市販の青い果実の中に綿状の部分にある白い種子では、未熟なため、蒔いても発芽率は低い。

## 原産と栽培地
原産地は、インドやボルネオなどの熱帯アジアである。
日本へは中国を経て渡来した。1603年（慶長8年）に長崎で刊行された『日葡辞書』に本種の名が見られる。また、1649年（慶安2年）に刊行された林羅山の『多識篇』「巻之三 菜部」に「苦瓜」「豆留礼伊志」「錦茘枝」の名で収録され「救荒」と記されている。しかし、『多識篇』は明の『本草綱目』から物名を抜き出して和訓を付したものであり、実際に日本で栽培されていたかは判然としない。沖縄での文献上の記録は1713年の『琉球国由来記』まで下るが、渡来した年代は不明である。
日本では南西諸島と南九州で多く栽培されている。収穫量は沖縄県がシェアの3割以上を占め、2位以下には鹿児島県、宮崎県、熊本県、長崎県が続く。なお、1990年までは沖縄本島産のものが、1993年までは八重山産のものがウリ類の大害虫ウリミバエの拡散防止のため、域外への持ち出しが禁止されていたが、不妊虫放飼によるウリミバエの根絶に成功したことにより沖縄県外へ出荷することが可能になり、沖縄県における生産量の拡大につながった。
近年では夏バテに効く（体を冷やす）健康野菜・ダイエット食品としての認知度が上がり、日本全国で食用栽培されるようになった。

## 品種
品種は様々あるが、大別すると一般的な長果型と、太さが8センチメートルほどになる短果実型がある。長ニガウリは、20 センチメートルから80センチメートルにもなる品種がある。日本では、南九州で作られているゴーヤーは細長い形で、沖縄で作られているものはずんぐりして果皮が厚く、苦味が少ないと言われている。変わったところでは、白色で苦味が少ない白レイシがある。特徴になっている苦味は品種によって違いがあり、果実表面のイボが大きくて、緑色が薄いものは苦味が少ない傾向にある。
中長ゴーヤー
日本で一般的に流通している品種で、果実の長さは25センチメートルほどある。
太レイシ（別名：沖縄あばしニガウリ）
沖縄の品種で、果実は太くずんぐりした形で、実は短く長さ15センチメートルほどになる。丸みのあるイボや、果皮が肉厚であることが特徴で、中長ゴーヤーよりも苦味が少ない。
白レイシ（別名：白ゴーヤ）
果実全体が白いゴーヤーで、長さ20センチメートル、太さは5センチメートルから7センチメートルになり、イボは丸みを帯びている。苦味が少ない品種と、苦い品種がある。苦味が少ない品種は、生食することもできる。
なめらかゴーヤ
イボが小さめでなめらかなのが特徴で、長さは30センチメートルほどになる苦味が少ない品種。

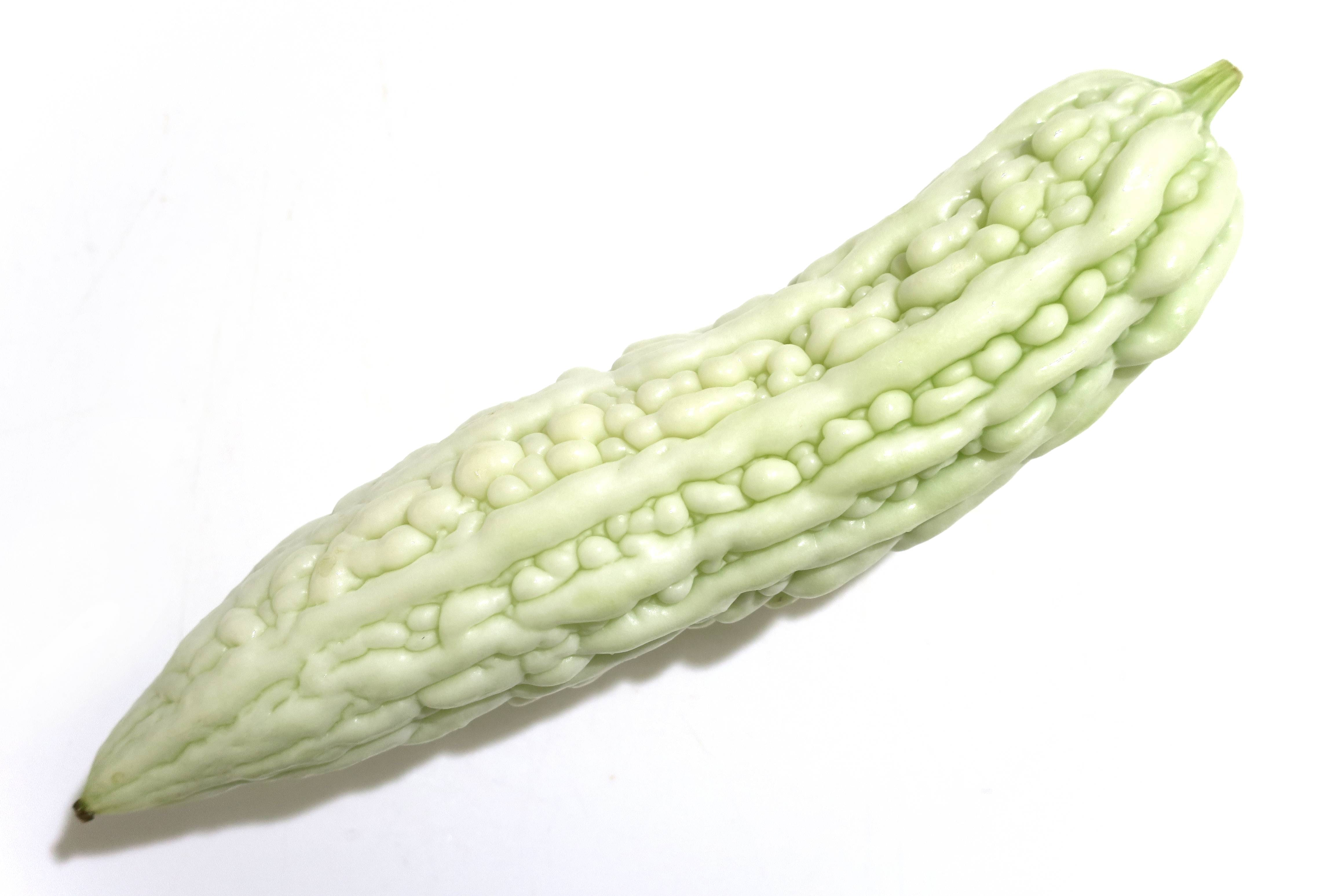
白レイシ（白ゴーヤ、群馬県産）

## 栽培

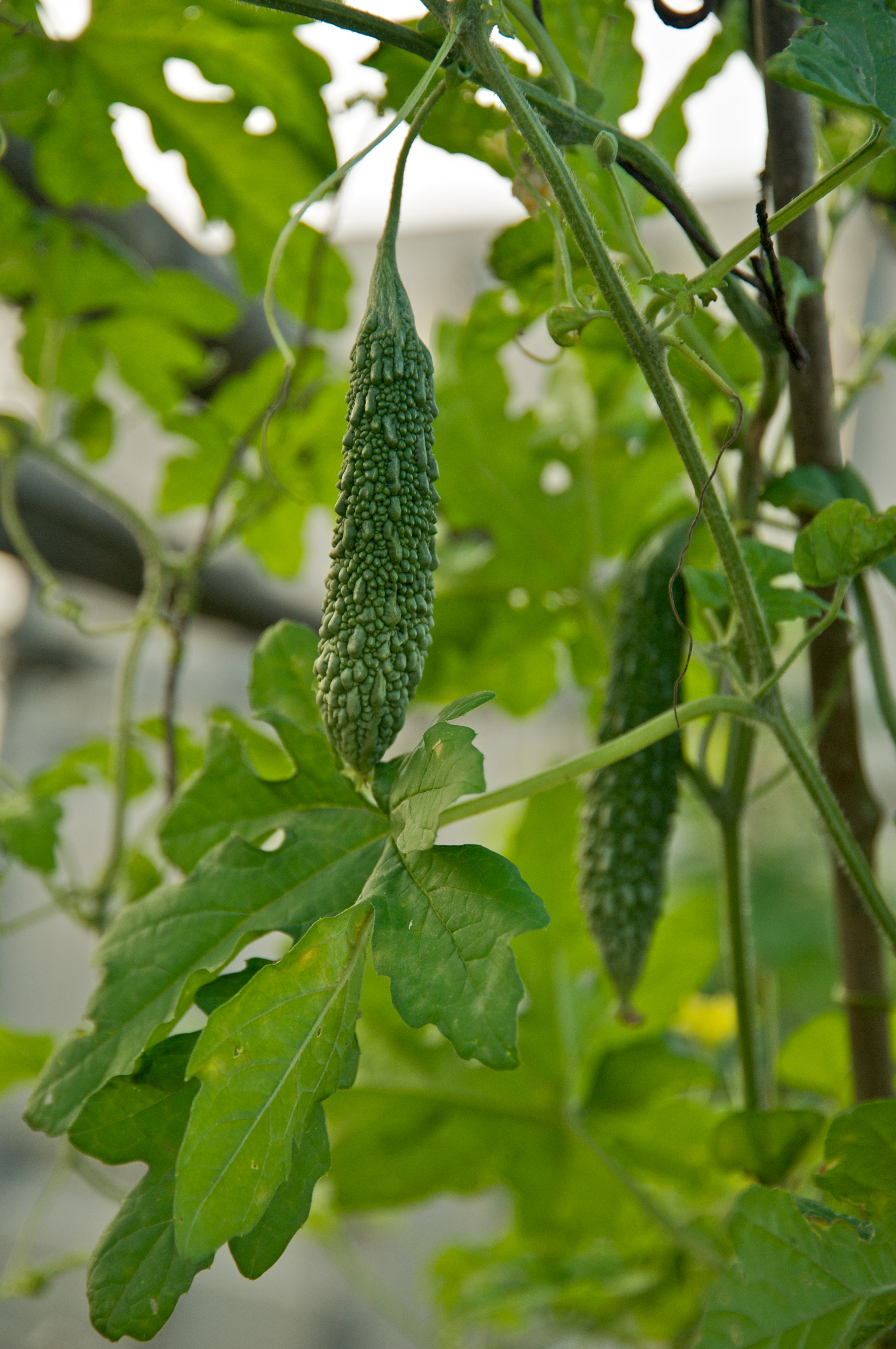

つる性植物のため、棒や網などを立て掛けてつるを這わせられるようにして栽培される。栽培には十分な日照が必要で、生育適温は20 - 30度、発芽には20度以上が必要とされる。夏場の日照が強くて気温が高く、雨も豊富な時期であれば種を蒔いて露地栽培することができるが、寒冷地ではハウス栽培も可能である。日本では、種まき（育苗）は3 - 4月、植え付けは4 - 5月、収穫は実が黄色くなる前の7 - 9月ごろが栽培の時期である。はじめのうちは、生育は散漫であるが、夏に入ると旺盛に生育し秋まで収穫が続く。酸性土壌を嫌い多肥を好む性質をもっており、特に夏場は水やりと追肥を十分に管理すると果実が充実する。他のウリ科作物同様、連作障害を生じることから、2 - 3年ほどウリ科野菜を作っていない土地を選ぶ必要がある。家庭などでは、大型サイズのプランター（コンテナ）を使った栽培も行われている。種からも育てられるが、市販の接ぎ木苗を選ぶと連作障害も少なくなる傾向がある。

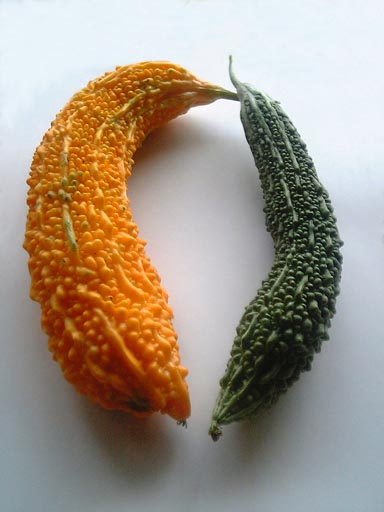
完熟した実（左）と食べ頃の実

種まきに使う種は一晩水につけて十分吸水させ、育苗ポットに撒いて暖かい場所で育苗される。種皮がかたいので、傷をつけてから一昼夜浸水して吸水させてから蒔くと、発芽が良くなる。苗は本葉3 - 4枚のころが植え付けの適期で、植え付けは株間50 cm以上空けて水をたくさん与える。親づるを摘心して子づるを増やすことが重要で、本葉が8枚程度開いたときに本葉5 - 6枚残して枝先（親つる）を切り取り、脇芽（子つる）を4本前後伸ばすようにする。細い巻きひげを延ばして上に伸びていくので、株に支柱やネットを張って下から伸びてきた子づるを誘引するようにすれば、自然に這わせることができる。つるをフェンスに絡ませたり、窓外に高く誘引したりして、グリーンカーテンにしてもよい。
植え付けから約1か月後で開花が始まる。花が開き始めたら1か月に1 - 2回程度追肥を行って土寄せをするとよいが、肥料不足になると葉が黄色に変色してくる。受粉は基本的に昆虫が行うが、朝に咲いた雄花を摘んで雌花につける人工受粉を行うと着果率が高くなる。実が充実してくるころの水やりの管理が重要で、水切れが起こると細くて下ぶくれの実になる。緑色の若い未熟果を食べるため、雌花開花後15 - 20日が収穫の適期となる。次々に実をつけていくので、大きくなりすぎないうちに実の上のつるをハサミで切り取って収穫される。収穫せずにおくと果実は次第に黄色くなって完熟し、そのまま放置すると裂開して、中から赤いゼリー状の仮種皮に包まれた種子が出てくる。種子は、洗って乾燥させ冷暗所に保存すれば、翌年の種まきに使える。ただし、市販の種苗はF1品種が多いため、自家採種した種から結実するとは限らない。
病害の発生は少なく、楽に栽培できる。

### グリーンカーテン
食用栽培のほか、つる性を生かして南・西向きの窓辺やベランダなどの真夏の強い日差しをさえぎるために、グリーンカーテンとしての利用も行われている。日除け代わりに、ベランダや窓辺に大きめの鉢とつるを這わせる大きめのネット張って栽培すれば、ゴーヤー（ツルレイシ）の小ぶりの葉の見た目の柔らかさ、葉の蒸散作用によって体感温度が下がって涼感が得られる。きれいなグリーンカーテンを仕立てるためには、本葉3 - 4枚のころに親づるを摘心して、伸びた子づるをネットに均等に配置するように誘引しておけば、後は上に向かって伸びていく。

## 食材としての利用
主に未成熟な果皮を食用とするが、独特な強い苦味があるので、好き嫌いが分かれる。食材とする果実は、夏場（6月から9月）が旬の時期とされ、全体が濃い緑色で、重量感があり、イボは尖っていて張りがあるものが良品とされる。切ったときの断面は、種わたが白く、緑色の果肉部分に厚みがあるものが食材として良い。完熟した果実では、種わたが黄色っぽく変色をしている。ゴーヤーの苦味成分にはモモルディシンという成分が含まれている。またゴーヤーのビタミンCは加熱しても壊れにくいという特徴がある。

### 栄養成分
ニガウリ（ゴーヤー）は淡色野菜に分類されるが、ビタミン類やミネラルをバランス良く含み緑黄色野菜に匹敵する量のビタミンCを含有する。特にビタミンCなどの水溶性ビタミンを多く含むことや、苦味成分（モモルデシン、チャランチン、コロソリン酸、ククルビタシン）を含むことが知られている。
ゴーヤー1本あたりのビタミンC含有量は、キュウリやトマト1個の約5倍、レモン1個の約2倍含まれており、また通常ビタミンCは加熱に弱いが、野菜の中でも加熱に強いという特徴を持つ。β-カロテン、ビタミンE、カリウム、食物繊維なども豊富で、糖質をエネルギーに変えるビタミンB1も含まれている。ニガウリ種子と外皮に有害なレクチンが含まれる

### 調理
主に苦みのある未成熟果を食する。中の種とわたをスプーンなどで取り除いて、果皮部を使う。切り方として半月切り、輪切り、拍子木切り、さいの目切りにして料理に使われる。

#### 苦味を抑えた調理
苦味成分は果皮表面の緑色の部分に集中している。ワタの部分が苦いという俗説があるが、誤りである。インドには皮やイボを取り除き、ワタはそのまま使う料理もある。
苦味を抑えたい場合は、
- 苦味の少ない品種を選ぶ。
- 表面の緑色のイボや表層を削り落とす、皮を剥く[45]。
- 2ミリメートルから3ミリメートル幅くらいの薄切りにして熱湯でさっと下茹でする[23]。
- 薄切りを少量の塩を振って揉んでしばらく置き[23]、水分を出した後に軽く洗う。もしくは塩水に漬け一晩置く。
- 米のとぎ汁で茹でこぼす。
- 鰹節はゴーヤーの苦みを低減する作用があるので、鰹節をまぶす[48]。沖縄料理のゴーヤーチャンプルーには、ゴーヤーの苦味を抑える肉や鰹節などの合わせ食材がよく使われている[30]。
- 旨味成分であるイノシン酸を多く含む魚や肉と一緒に調理することによって、苦味を和らげてゴーヤー自身が持つ旨味を引き出すことができる[24][23]。
- 油を使って高温で調理する[24][23]。

などの方法がある。

#### 日本

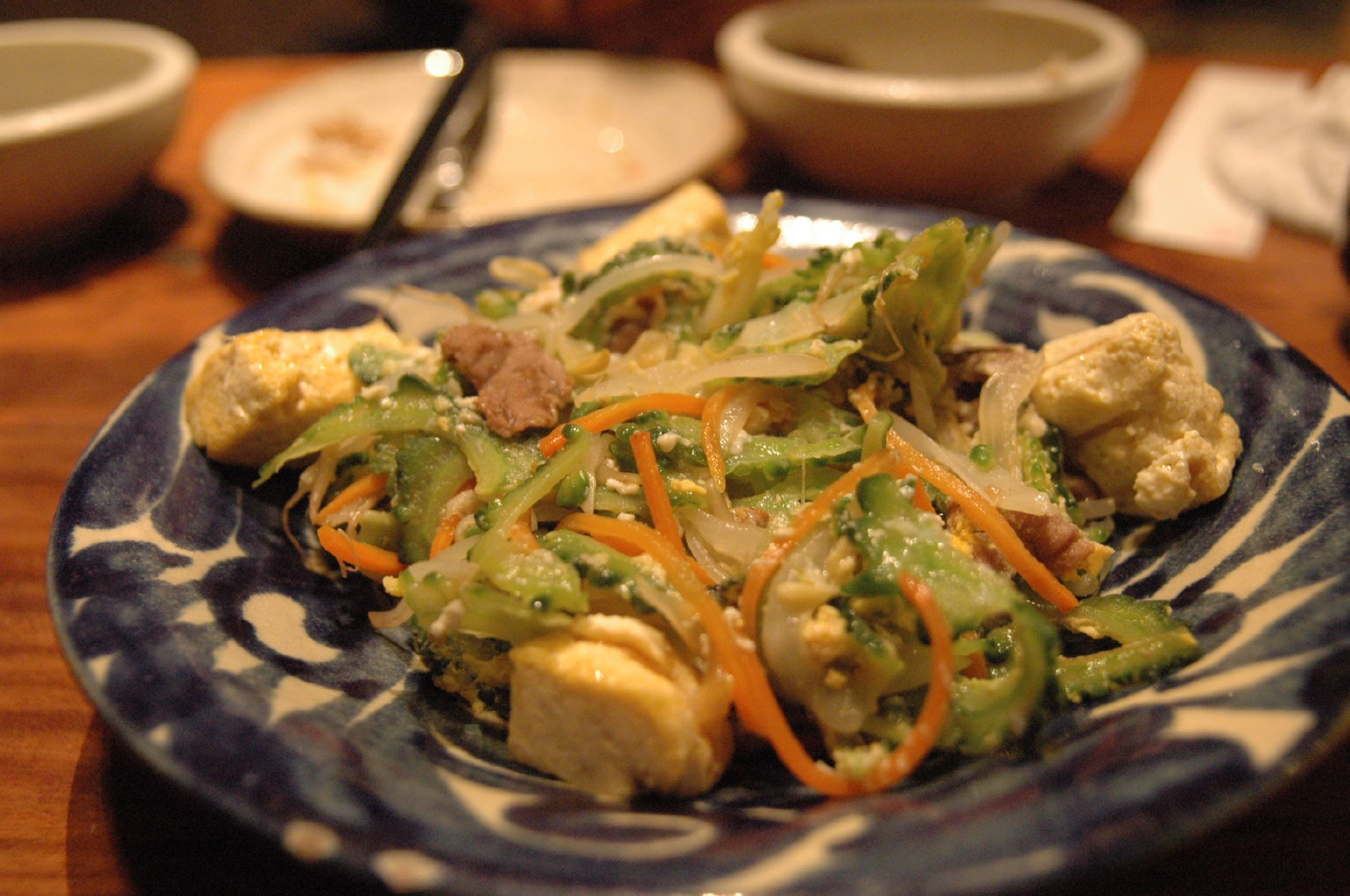
ゴーヤーチャンプルー

ゴーヤーチャンプルーをはじめとする沖縄料理の食材として広く知られ、現在では日本の日常食材として定着し、炒め物、揚げ物、和え物などの料理への応用も進んでいる。
薩摩料理、奄美料理をはじめとする南九州の郷土料理でも好まれる食材であり、九州ではおひたし・和え物でよく食べられる。鶏肉やキャベツと炒めたり、揚げて天ぷらやチップスにもする。奄美群島では蘇鉄味噌（なりみす)や粒味噌を使った炒め物や和え物もよく食べられる。大分県や熊本県には、ナスとニガウリを炒め、水溶き小麦粉でとろみをつけたこねりという料理が伝わっている。この料理は大分県国東地方では「オランダ」とも呼ばれる。また、鹿児島県等では味噌炒めにもされる。ピーマンやナス等の野菜と組み合わされることが多い。
種や綿ごと実を薄切りにし、乾燥させてから焙じた後に細かく砕いたものは、ゴーヤー茶として沖縄県で販売されている。味はほうじ茶に似て苦味は無い。
よく洗って種と綿を除いてミキサーにかけ、風味を整えるために蜂蜜などを加えて青汁のように飲む場合もある。干した物を切干大根のように戻して煮物に使うこともできる。

#### 日本以外

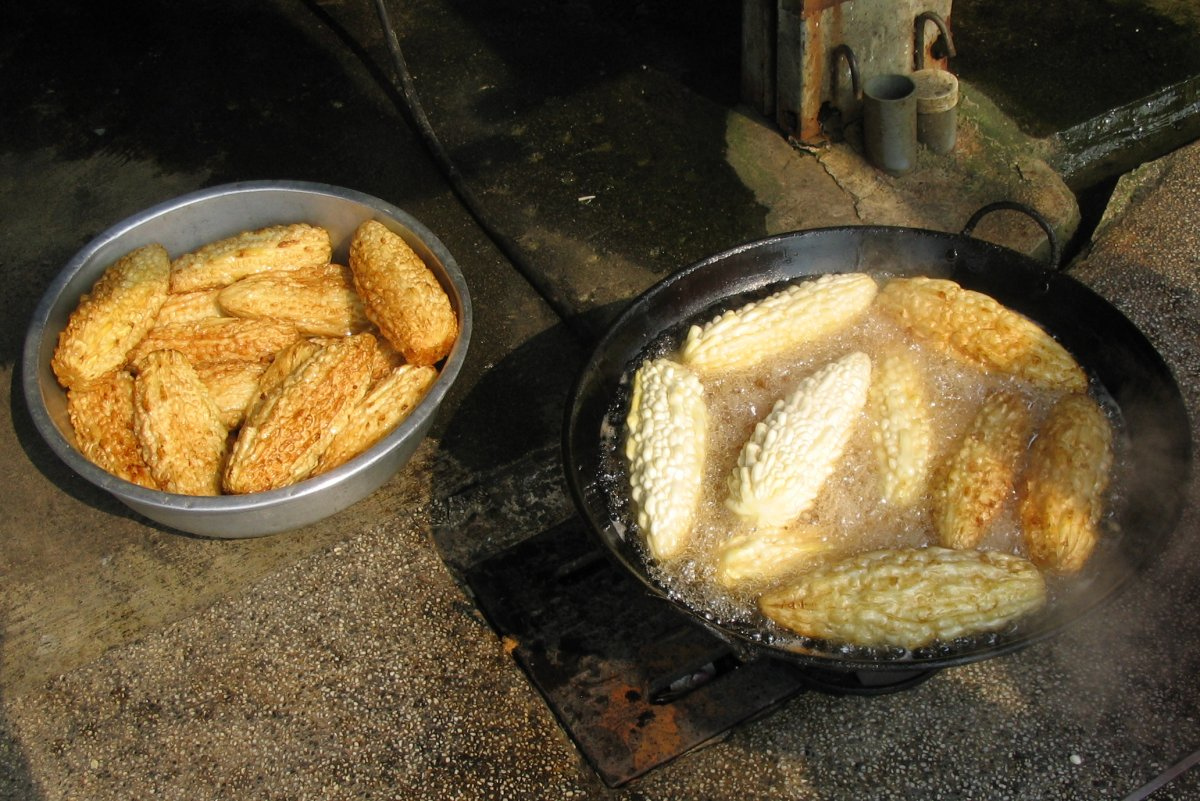
台湾・高雄市で白い苦瓜の揚げ物を作っている様子

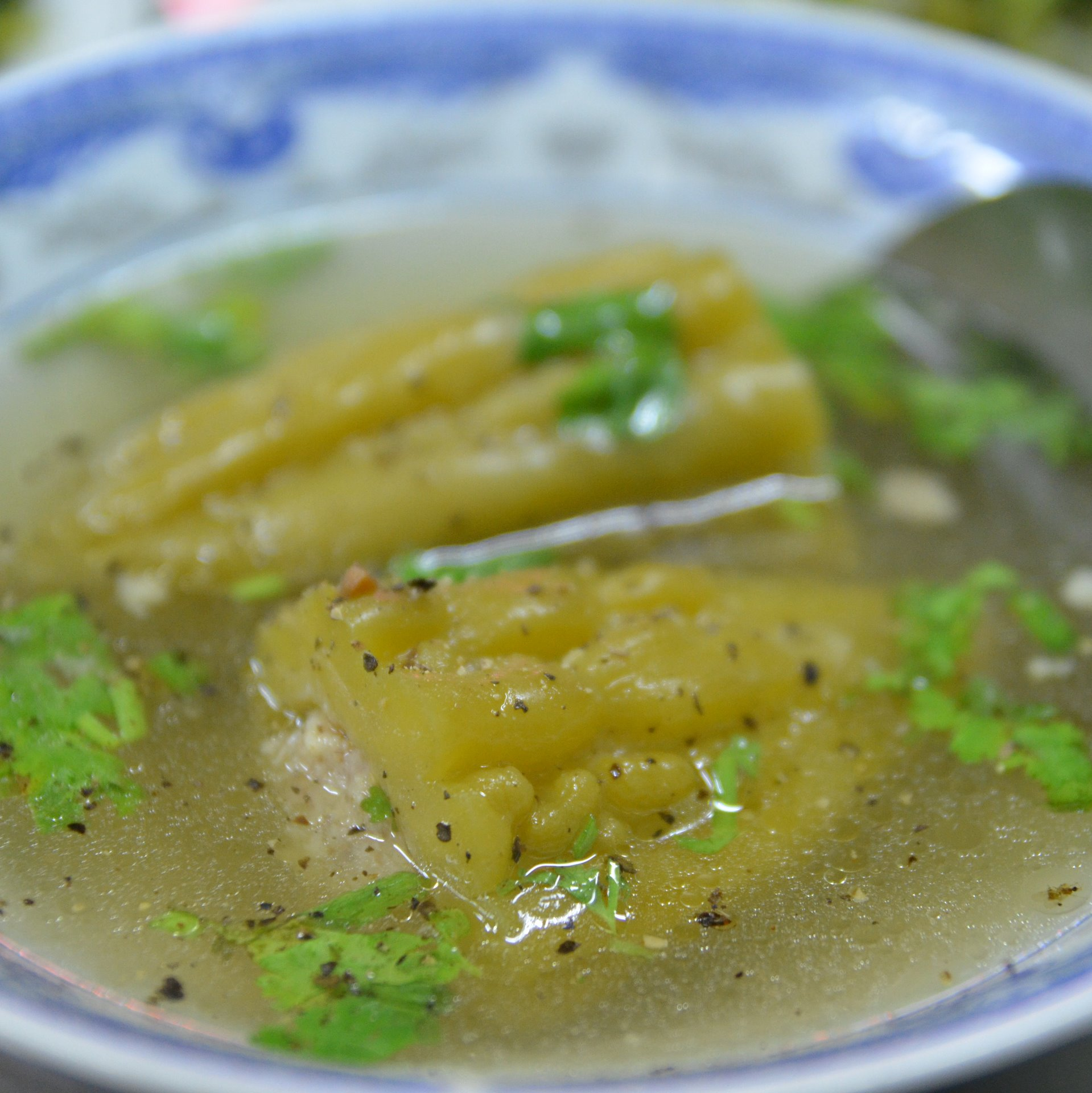
ホーチミン市の苦瓜スープの例

中国においては凉瓜とも呼ばれ、料理によく用いられる。広東料理では炒め物以外に、豆豉などの風味をつけた蒸し物、スープの具などにもされる。台湾料理でも「鳳梨苦瓜鶏（繁: 鳳梨苦瓜雞、簡: 凤梨苦瓜鸡、台湾語：オンライコークェケー）」のようにパイナップル、鶏肉と煮込んだスープがある。広東省、香港、台湾などには苦味の少ない白い苦瓜もあり、スープや煮物にはこちらが選ばれることが多い。台湾では梅干の漬け汁を利用して漬物にすることもある。白い苦瓜のジュースは台湾や香港の屋台でも提供されている。
ベトナム料理でも「Mướp đắng（ムオッダン）」などと称して炒め物、スープなどにされるが、特に南部では正月料理の一品として使われることが多い。タイ料理でもスープにされる場合がある。
インド料理、スリランカ料理、マレー料理ではスパイスで風味をつけて水分が飛ぶまで揚げたものや、鶏卵と一緒に炒めたものがカレーの副菜として現地で売られている。
カリブ海一帯ではツルレイシのつるや葉がハーブの一種として民間治療に使われる。

### 保存
採れたての果実を早めに使い切るのが基本であるが、丸1本保存するときはポリ袋に入れて乾燥を防ぎ、冷蔵庫で保存する。また調理で切って残したものは、わたを切り抜いて水気を除いた果皮をラップに包み、ポリ袋に入れて冷蔵庫に保存する。また茹でて保存するときは、種わたを取って細切りしたものを塩でまぶし、煮たった湯で軽く湯通ししてからざるに上げて冷水に取り、水気を切ってから保存袋に入れて冷蔵保存すれば、2日から3日ほど持つ。

## 医学的知見
マウス等による動物実験では血糖降下作用や制癌作用、妊娠阻害および流産誘発作用が確認されているが、人体に対する医学的有効性を確認できた作用はない。通常の食品として適切に摂取する場合は安全だと考えられている。しかし薬効を期待して、種子や果汁を意図的に多く摂取した場合、下記のような危険情報が報告されている。

### 血糖に対する作用
ラットでの動物実験で血糖降下作用が認められているが、ヒト（人）に換算すると9.5kg/bodyという非現実的摂取量であった。人に対する3つの無作為化比較試験のメタ解析では、ニガウリの摂取によりII型糖尿病の改善を認めなかった。カナダでの健康な男性5名を対象とした単盲検クロスオーバー無作為化プラセボ比較試験でも、血糖低下や食欲抑制などの効果は無かった。ツルレイシの消費量が多いはずの沖縄県での2000年の糖尿病死亡率は県別で男女とも2位であったことも指摘されている。ただし小児においてニガウリ茶の摂取において低血糖性による昏睡や痙攣があったという報告もある。

### 制癌作用
マウスに対する動物実験では、ゴーヤの栄養素は癌を誘発させる細胞の90%以上を死滅させるとする研究報告がある。抗腫瘍作用（白血病、乳がん）、ラット結腸の突然変異誘発物質の変異原性の抑制が確認されている と報告されている。

### 妊娠阻害および流産誘発作用
国立健康・栄養研究所は、その果実は通常の経口摂取では健康上大きな問題は無いが、流産を誘発する可能性があるため妊娠中の摂取は恐らく危険であり、また授乳中の安全性について確認されていないことから、そのような状況下においては摂取は避ける事を推奨している。種子にはモモルカリン(Momorcharin)が含まれており、動物実験で妊娠阻害作用と堕胎作用が確認されている。受精12日後の妊娠マウスに0.02ミリグラムから0.05ミリグラムのモモルカリンを腹腔内投与したところ、90%の胎児が死亡したとされる。またニガウリ果汁を毎日摂取したマウスは、妊娠率が90%から20%に低下することが知られている。

### その他の作用
- ニガウリ摂取により、下痢、胃腸障害、上腹部痛が生じる可能性があるとされている[59]。動物実験では果肉と種子の摂取により肝障害が起こることが判っている[60][61]。また、タイ王国とインドではいずれも果実にリューマチ治療、健胃、下剤の薬効があると考えられている[62]。

- 糖尿病薬治療中の人は種子の摂取により、血糖降下剤の作用増強効果の可能性が示唆されている[60][63]。
- ニガウリ種子の摂取による頭痛も知られている。またニガウリ種子によってソラマメ中毒症状が起こることが知られており、グルコース-6-リン酸脱水素酵素 (G6PD) 欠損症の人は種子を摂取すべきではないとされる[44]。
- ニガウリ茶の摂取によって、小児に痙攣や低血糖昏睡が発生した報告がある[44]。
- LD50（半数致死量）は、ニガウリ果実抽出物を投与：マウス腹腔内681 mg/kgである[44]。

## ゴーヤーの日
沖縄県とJA全農（全国農業協同組合連合会）沖縄経済連では1997年に5月8日をゴーヤーの日に制定している。これは「ゴー(5)ヤー(8)」の語呂合せと、この時期からゴーヤーの生産量が増えることに因んだものである。また、この数字を逆にした8月5日は裏ゴーヤーの日とされており、ゴーヤーの日から裏ゴーヤーの日までの間、沖縄県ではゴーヤーのキャンペーンが行われる。